# 탕진종
탕진종(湯鎭宗, 탕전쭝, 영문명 Michael Tong, 1956년 10월 30일 ~ )은 중화인민공화국 홍콩 특별행정구의 연극배우, 영화배우, 텔레비전 연기자이다.
홍콩에서 출생하였으며 지난날 한때 중화인민공화국 광둥성 후이저우 시 라오핑 현에서 잠시 유아기를 보낸 적이 있는 그는 1979년 연극배우로 첫 데뷔하였고 1982년 영화 《살출서영반(殺出西營盤)》으로 영화배우 데뷔하였으며 1984년부터 텔레비전 드라마에도 출연하기 시작하였고 한때 중화인민공화국 본토와 자유중화민국 타이완의 텔레비전 드라마에도 소수 출연하였다.

## 출연 작품
- 비동소가 (2016)
- 약정도계시 (2015)
- 건륭전기 (2014)
- 친정보위전 (2014)
- 성하만청천 (2012)
- 향아개포 (2007)
- 지하재결 (1994)
- 93 야지녀 (1993)
- 93 야지녀 (1993)
- 패왕화 (1993)
- 혈풍노도 (1992)
- 주화포 (1984)
- 신비호외전 (1984)
- 살출서영반 (1982)